# نینا گوپتا
نینا گوپتا (به انگلیسی: Neena Gupta) (زاده ۴ ژوئیه ۱۹۵۴) بازیگر و کارگردان تلویزیون هندی است که در فیلم‌ها و تلویزیون هندی کار می‌کند. او جوایز متعددی از جمله دو جایزه ملی فیلم، سه جایزه فیلم فیر و دو جایزه نمایشگر دریافت کرده است.

## فیلم‌شناسی
فهرست برخی از فیلم‌هایی که نینا گوپتا در آنها به ایفای نقش پرداخته‌است:
- شرور
- عروسی شیردل‌ها
- لیلا
- تنها
- دید
- حکومت ظلم
- بنیان سنگی
- فقط اجازه دهید بروم دوستان
- آتش
- اسب هفتم خورشید
- فریب‌کاران
- بخشش
- رهایی
- ملک
- وقت ازدواج خیلی حواست باشه
- مبارک باشه
- پانگا
- ساندیپ و پینکی فرار می‌کنند
- نوه بزرگ سردار
- اعدام
- ارتفاع
- داستان‌های شهوت ۲
- شیو شاستری بالبوآ (۲۰۲۳)
- زندگی در مستی